# Ronde van Italië 1976
| Eindklassement      |                          |              |
| Algemeen klassement | Felice Gimondi           | 119h 58' 15" |
| Tweede / (Bel)      | Johan De Muynck          | + 0' 19"     |
| Derde               | Fausto Bertoglio         | + 0' 49"     |
| Vierde              | Francesco Moser          | + 1' 07"     |
| Vijfde              | Gianbattista Baronchelli | + 1' 35"     |
| Zesde               | Wladimiro Panizza        | + 2' 35"     |
| Zevende             | Alfio Vandi              | + 4' 07"     |
| Achtste             | Eddy Merckx              | + 7' 40"     |
| Negende             | Walter Riccomi           | + 8' 49"     |
| Tiende              | Juan Pujol               | + 8' 50"     |
| (Ned)               | Cees Bal (82e)           | + 3h 01' 36" |
| Rode Lantaarn       | Antonio Colpo (86e)      | + 3h 25' 26" |
| Puntenklassement    | Francesco Moser          | 272 punten   |
| Tweede              | Eddy Merckx              | 149 punten   |
| Derde               | Felice Gimondi           | 143 punten   |
| Bergklassement      | Andrés Oliva             | 535 punten   |
| Tweede              | Andrés Gandarias         | 390 punten   |
| Derde               | Francesco Moser          | 270 punten   |
| Jongerenklassement  | Alfio Vandi (7e)         | 120h 02' 22" |
| Tweede              | Juan Pujol (10e)         | + 4' 47"     |
| Derde               | Ruggero Gialdini (24e)   | + 32' 32"    |
| Ploegenklassement   | Brooklyn                 | 11035 punten |
| Tweede              | Bianchi                  | 7315 punten  |
| Derde               | Sanson                   | 5915 punten  |

De 59e editie van de Ronde van Italië ging van start op 21 mei 1976 in Catania en eindigde op 12 juni in Milaan. Er stonden 120 renners verdeeld over 12 ploegen aan de start. Hij werd gewonnen door Felice Gimondi.
Tijdens de ochtendetappe van de eerste rit verongelukte de Spaanse renner Juan Manuel Santisteban.
Aantal ritten: 22

Totale afstand: 4162.0 km

Gemiddelde snelheid: 34.692 km/h

Aantal deelnemers: 120

## Belgische en Nederlandse prestaties
In totaal namen er 17 Belgen en 3 Nederlanders deel aan de Giro van 1976.

### Belgische etappezeges
- Patrick Sercu won de 1e etappe deel A van Catania naar Catania, de 1e etappe deel B van Catania naar Siracusa en de 10e etappe van Roccaraso naar Terni.
- Roger De Vlaeminck won de 2e etappe van Siracusa naar Caltanissetta, de 5e etappe van Reggio di Calabria naar Cosenza, de 8e etappe van Selva di Fasano naar Lago di Laceno en de 16e etappe van Castellamonte naar Arosio.
- Rik Van Linden won de 3e etappe van Caltanissetta naar Palermo en de 15e etappe van Varazze naar Ozegna.
- Johan De Muynck won de 6e etappe van Cosenza naar Matera.
- Ronny De Witte won de 13e etappe van Porretta Terme naar Il Ciocco.
- Joseph Bruyère won de 22e etappe deel A van Arcore naar Milaan.

### Nederlandse etappezeges
- In 1976 was er geen Nederlandse etappezege.

## Etappe uitslagen
| Datum                  | Etappe     | Parcours                      | Afstand | Eerste                    | Tweede                   | Derde                          | Klassementsleider        |
| ---------------------- | ---------- | ----------------------------- | ------- | ------------------------- | ------------------------ | ------------------------------ | ------------------------ |
| 21 mei                 | etappe 1a  | Catania - Catania             | 64 km   | Patrick Sercu (Bel)       | Roger De Vlaeminck (Bel) | Frans Van Looy (Bel)           | Patrick Sercu (Bel)      |
| 21 mei                 | etappe 1b  | Catania - Syracuse            | 78 km   | Patrick Sercu (Bel)       | Rik Van Linden (Bel)     | Roger De Vlaeminck (Bel)       | Patrick Sercu (Bel)      |
| 22 mei                 | etappe 2   | Syracuse - Caltanissetta      | 210 km  | Roger De Vlaeminck (Bel)  | Pierino Gavazzi (Ita)    | Francesco Moser (Ita)          | Roger De Vlaeminck (Bel) |
| 23 mei                 | etappe 3   | Caltanissetta - Palermo       | 163 km  | Rik Van Linden (Bel)      | Patrick Sercu (Bel)      | Roger De Vlaeminck (Bel)       | Patrick Sercu (Bel)      |
| 24 mei                 | etappe 4   | Cefalù - Messina              | 192 km  | Francesco Moser (Ita)     | Roger De Vlaeminck (Bel) | Miguel María Lasa (Spa)        | Roger De Vlaeminck (Bel) |
| 25 mei                 | etappe 5   | Reggio Calabria - Cosenza     | 220 km  | Roger De Vlaeminck (Bel)  | Bruno Vicino (Ita)       | Eddy Merckx (Bel)              | Roger De Vlaeminck (Bel) |
| 26 mei                 | etappe 6   | Cosenza - Matera              | 207 km  | Johan De Muynck (Bel)     | Roger De Vlaeminck (Bel) | Rik Van Linden (Bel)           | Johan De Muynck (Bel)    |
| 27 mei                 | etappe 7   | Ostuni - Ostuni (tijdrit)     | 37 km   | Francesco Moser (Ita)     | Felice Gimondi (Ita)     | Knut Knudsen (Noo)             | Francesco Moser (Ita)    |
| 28 mei                 | etappe 8   | Selva di Fasano - Lago Laceno | 256 km  | Roger De Vlaeminck (Bel)  | Eddy Merckx (Bel)        | Felice Gimondi (Ita)           | Felice Gimondi (Ita)     |
| 29 mei                 | etappe 9   | Bagnoli Irpino - Roccaraso    | 204 km  | Fabrizio Fabbri (Ita)     | Arnaldo Caverzasi (Ita)  | Jos Deschoenmaecker (Bel)      | Felice Gimondi (Ita)     |
| 30 mei                 | etappe 10  | Roccaraso - Terni             | 203 km  | Patrick Sercu (Bel)       | Roger De Vlaeminck (Bel) | Bruno Vicino (Ita)             | Felice Gimondi (Ita)     |
| 31 mei                 | etappe 11  | Terni - Gabicce Mare          | 222 km  | Antonio Menéndez (Spa)    | Rik Van Linden (Bel)     | Roger De Vlaeminck (Bel)       | Felice Gimondi (Ita)     |
| 1 juni                 | etappe 12  | Gabicce Mare - Porretta Terme | 215 km  | Sigfrido Fontanelli (Ita) | Wilmo Francioni (Ita)    | Francesco Moser (Ita)          | Felice Gimondi (Ita)     |
| 2 juni                 | etappe 13  | Porretta Terme - Il Ciocco    | 146 km  | Ronny De Witte (Bel)      | Wladimiro Panizza (Ita)  | Gianbattista Baronchelli (Ita) | Felice Gimondi (Ita)     |
| 3 juni                 | etappe 14  | Il Ciocco - Varazze           | 227 km  | Francesco Moser (Ita)     | Miguel María Lasa (Spa)  | Patrick Sercu (Bel)            | Felice Gimondi (Ita)     |
| 4 juni was een rustdag |            |                               |         |                           |                          |                                |                          |
| 5 juni                 | etappe 15  | Varazze - Ozegna              | 216 km  | Rik Van Linden (Bel)      | Patrick Sercu (Bel)      | Marino Basso (Ita)             | Felice Gimondi (Ita)     |
| 6 juni                 | etappe 16  | Castellamonte - Arosio        | 258 km  | Roger De Vlaeminck (Bel)  | Felice Gimondi (Ita)     | Francesco Moser (Ita)          | Felice Gimondi (Ita)     |
| 7 juni                 | etappe 17  | Arosio - Verona               | 196 km  | Ercole Gualazzini (Ita)   | Daniele Tinchella (Ita)  | Rik Van Linden (Bel)           | Felice Gimondi (Ita)     |
| 8 juni                 | etappe 18  | Verona - Longarone            | 174 km  | Simone Fraccaro (Ita)     | Miguel María Lasa (Spa)  | Marino Basso (Ita)             | Felice Gimondi (Ita)     |
| 9 juni                 | etappe 19  | Longarone - Torri del Vajolet | 132 km  | Andrés Gandarias (Spa)    | Fausto Bertoglio (Ita)   | Johan De Muynck (Bel)          | Johan De Muynck (Bel)    |
| 10 juni                | etappe 20  | Vigo di Fassa - Comano Terme  | 170 km  | Luciano Conati (Ita)      | Enrico Guadrini (Ita)    | Arnaldo Caverzasi (Ita)        | Johan De Muynck (Bel)    |
| 11 juni                | etappe 21  | Comano Terme - Bergamo        | 238 km  | Felice Gimondi (Ita)      | Eddy Merckx (Bel)        | Gianbattista Baronchelli (Ita) | Johan De Muynck (Bel)    |
| 12 juni                | etappe 22a | Arcore - Milaan (tijdrit)     | 28 km   | Joseph Bruyère (Bel)      | Jørgen Marcussen (Den)   | Francesco Moser (Ita)          | Felice Gimondi (Ita)     |
| 12 juni                | etappe 22b | Milaan - Milaan               | 106 km  | Daniele Tinchella (Ita)   | Francesco Moser (Ita)    | Marino Basso (Ita)             | Felice Gimondi (Ita)     |

 winnaars · 
roze trui · 
  puntenklassement · 
  bergklassement · 
 jongerenklassement · 
 intergiro · 
 ploegenklassement · 
 strijdlust · 
 zwarte trui
Giro d'Italia Next Gen · Giro Donne · Cima Coppi
 Belgische rozetruidragers · etappewinnaars
 Nederlandse rozetruidragers · etappewinnaars
Mannen:
1909 · 
1910 · 
1911 · 
1912 · 
1913 · 
1914 · 
1919 · 
1920 · 
1921 · 
1922 · 
1923 · 
1924 · 
1925 · 
1926 · 
1927 · 
1928 · 
1929 · 
1930 · 
1931 · 
1932 · 
1933 · 
1934 · 
1935 · 
1936 · 
1937 · 
1938 · 
1939 · 
1940 · 
1946 · 
1947 · 
1948 · 
1949 · 
1950 · 
1951 · 
1952 · 
1953 · 
1954 · 
1955 · 
1956 · 
1957 · 
1958 · 
1959 · 
1960 · 
1961 · 
1962 · 
1963 · 
1964 · 
1965 · 
1966 · 
1967 · 
1968 · 
1969 · 
1970 · 
1971 · 
1972 · 
1973 · 
1974 · 
1975 · 
1976 · 
1977 · 
1978 · 
1979 · 
1980 · 
1981 · 
1982 · 
1983 · 
1984 · 
1985 · 
1986 · 
1987 · 
1988 · 
1989 · 
1990 · 
1991 · 
1992 · 
1993 · 
1994 · 
1995 · 
1996 · 
1997 · 
1998 · 
1999 · 
2000 · 
2001 · 
2002 · 
2003 · 
2004 · 
2005 · 
2006 · 
2007 · 
2008 · 
2009 · 
2010 · 
2011 · 
2012 · 
2013 · 
2014 · 
2015 · 
2016 · 
2017 · 
2018 · 
2019 · 
2020 · 
2021 · 
2022 · 
2023 · 
2024 · 
2025
Vrouwen:
1988 · 
1989 · 
1990 · 
1991 ·
1992 ·
1993 · 
1994 · 
1995 · 
1996 · 
1997 · 
1998 · 
1999 · 
2000 · 
2001 · 
2002 · 
2003 · 
2004 · 
2005 · 
2006 · 
2007 · 
2008 · 
2009 · 
2010 · 
2011 · 
2012 ·
2013 · 
2014 ·
2015 ·
2016 ·
2017 ·
2018 ·
2019 ·
2020 ·
2021 ·
2022 ·
2023 ·
2024 ·
2025